# Temple d'Aton (Karnak)
Pour les articles homonymes, voir Temple d'Aton.
Le temple d'Aton situé à Karnak est un temple égyptien voué au culte d'Aton. Il fut construit durant les quatre premières années de règne d'Akhenaton, alors que ce dernier portait encore le nom d’Amenhotep IV. 
Le lieu, aujourd'hui enfoui sous un amoncellement de débris, fut le théâtre des changements radicaux qui aboutirent à la « révolution amarnienne ».

## Solarisation de Karnak

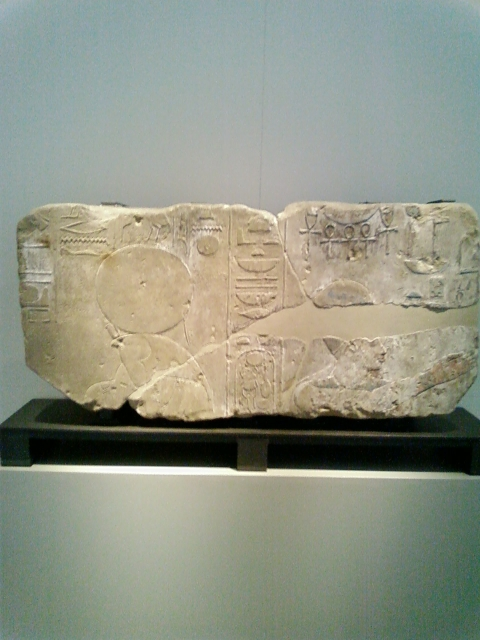
Relief représentant Amenhotep IV, trouvé à Karnak

Il est probable que dès Thoutmôsis IV un nouvel axe solaire ait vu le jour à Karnak quand ce roi érigea le grand obélisque de son grand-père Thoutmôsis III, dans le but d'identifier un peu plus encore Thèbes à Héliopolis.
Dans un songe, Thoutmôsis IV n'avait-il pas été choisi par le grand Hor-em-Akhet, « l'Horus dans l'Horizon », l'Harmakhis grec, dont le Sphinx de Gizeh était l’incarnation ? Il poursuivit ainsi la solarisation de Karnak que Hatchepsout avait inaugurée avant lui en élevant des obélisques à l'intérieur même du temple et à l'est de celui-ci. Cette solarisation, Thoutmôsis IV la voulut encore plus grandiose par l’érection de son obélisque unique, symbole de la divinité solaire, à cette époque encore indissociable d'Amon, le dieu dynastique.
Il faut imaginer alors Karnak comme un vaste complexe religieux qui commençait au niveau du IVe  pylône, ayant reçu depuis Thoutmôsis Ier six obélisques, sans compter ceux qu'Hatchepsout rajouta. Cet ensemble de dix grands monolithes fut complété par l’obélisque que Thoutmôsis IV fit dresser dans l'axe oriental du temple, ce qui donnait au sanctuaire l'aspect du temple de Rê héliopolitain. On comprend qu'à dater de cette époque Thèbes fut qualifiée d'Héliopolis du Sud. 
Amenhotep III, à son tour, aménagea et agrandit encore davantage le temple d’Amon-Rê, contribuant au développement du culte solaire que son fils rendra par la suite exclusif. En effet, on peut supposer qu’Amenhotep III marqua lui aussi de son empreinte l'axe oriental de Karnak, car les grandes cours solaires que ce roi fit aménager à Louxor dans le temple d'Amon-Min et dans son temple funéraire sur la rive ouest témoignent de la nouvelle interprétation du dieu dynastique. On a d'ailleurs retrouvé à Karnak un scarabée colossal, symbole d'un des aspects du dieu soleil, Khépri, datant de son règne. Il est installé à côté du lac sacré, mais provenait certainement d'un sanctuaire dédié au dieu Rê. 
Malgré la solarisation de plus en plus marquée du site, il n’y avait sans doute pas encore de conflit ouvert entre des clergés rivaux cohabitant à Karnak. En effet, une scène du IIIe pylône, construit par Amenhotep III et décoré pendant les premières années du règne d'Amenhotep IV, probablement alors corégent de son père, représente le roi devant Amon, dans l’attitude classique de pharaon terrassant les ennemis de l'Égypte. Un autre élément de décor de la même période représente le jeune souverain, cette fois-ci encore dans un style parfaitement orthodoxe, officiant devant Horakhty, l'une des formes du dieu Rê. Ce dernier élément appartenait probablement au portail donnant accès à l'un des sanctuaires orientaux dédiés aux différentes formes du dieu soleil, l’une des nombreuses formes de Rê étant le disque solaire visible par tous, Aton. Ainsi, un ensemble de sanctuaires solaires devait jouxter l'enceinte est du temple d'Amon, mais aucun n'a subsisté, à cause de l’acharnement avec lequel les successeurs d’Akhenaton effacèrent toute trace de sa réforme religieuse.

## Divinisation de pharaon et rupture avec le clergé thébain

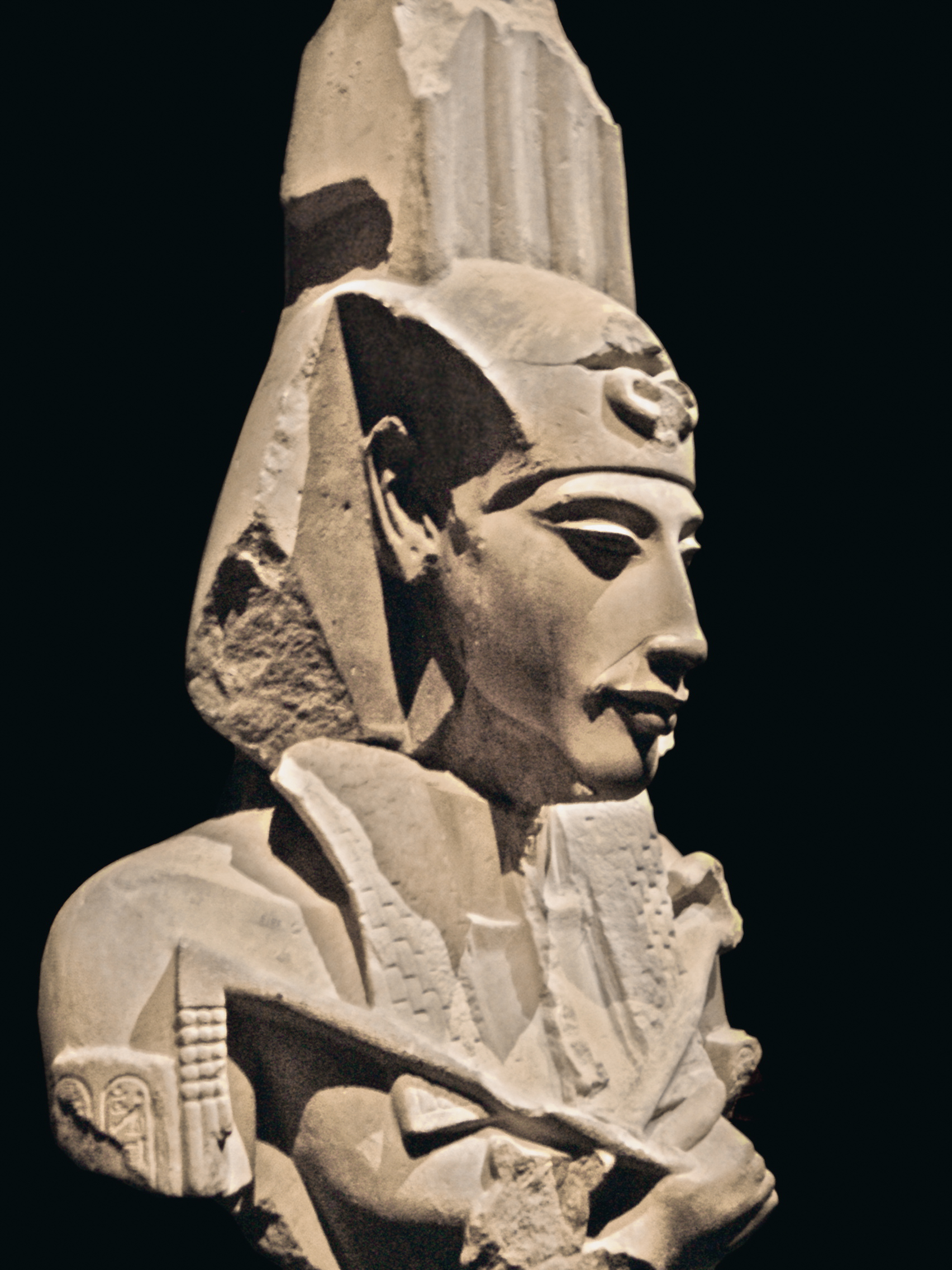
Colosse d'Akhenaton portant les plumes du dieu Shou provenant d'un des temples d'Aton de Karnak

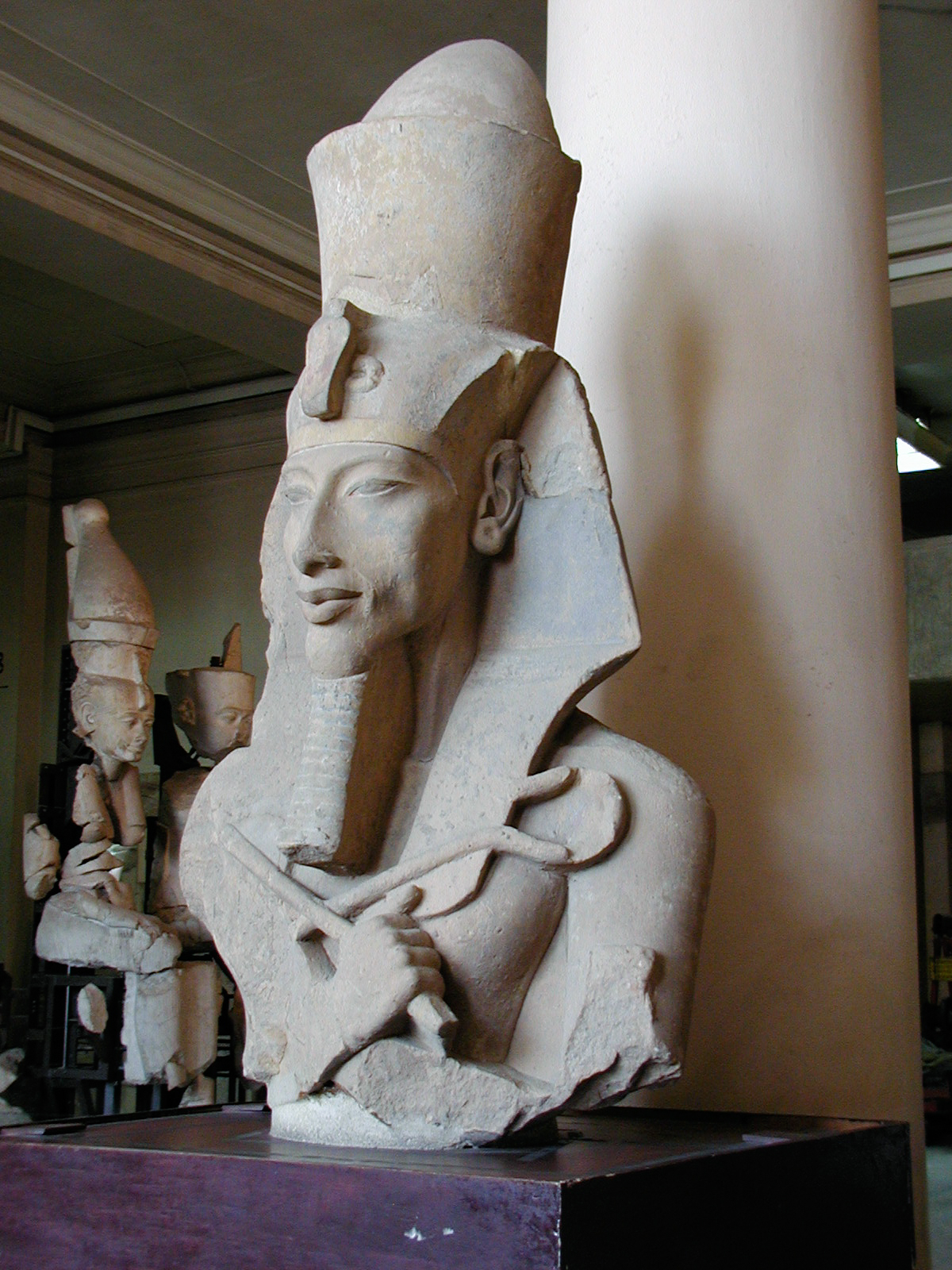
Colosse d'Akhenaton portant le pschent provenant d'un des temples d'Aton de Karnak

Un temple de l'obélisque, un temple d'Horakhty, un sanctuaire dédié à Khépri, un temple d'Aton, toute une ville solaire s’était sans doute développée au-delà de l'enceinte orientale du temple d’Amon. Il est évident que cela n’avait pu se faire sans l’appui d'un clergé puissant et une volonté délibérée de la cour royale, de concert avec une divinisation de pharaon, véritable roi-soleil, hypostase vivante d’un dieu qui était sur le point d’absorber tous les cultes de la vallée par syncrétisme.
Ainsi, Amenhotep III, à la fin de sa vie, était le Soleil couchant, le Rê-Atoum d’Héliopolis, Amenhotep IV son fils Shou. Dans l'hypothèse probable d'une corégence entre Amenhotep III et Amenhotep IV, le père vieillissant aurait donc régné depuis la rive occidentale dans son palais de Malqata, tel le soleil couchant prêt à rejoindre le royaume d'Osiris, tandis que le fils aurait régné depuis la rive orientale, à l'est de Karnak, au sein d'un ensemble de sanctuaires dédiés à l'astre solaire naissant. Karnak et son dieu Amon-Rê auraient été le trait d'union entre les deux souverains dans une théologie royale calquée sur le modèle héliopolitain. Le décès du premier vint rompre cet équilibre et remit en question l'architecture théologique et sa traduction temporelle. Amenhotep IV changea son nom de couronnement en Akhenaton, « Celui qui est utile à Aton ». Il sera dorénavant l’image terrestre du dieu unique « Horakhty qui se réjouit dans l’horizon en son nom de Lumière qui est dans Aton », menant ainsi à son terme l’évolution en cours.
En l'an cinq de son règne, Akhenaton fonde une nouvelle capitale, Akhetaton, abandonnant Thèbes et son clergé d'Amon qui avait dû résister de plus en plus à la montée du culte solaire. En effet, Amenhotep IV devenu Akhenaton aurait été en butte au conservatisme et à l’hostilité croissante des prêtres d'Amon qui depuis deux générations voyaient peu à peu leur primauté disparaître au profit d'une théologie solaire qui s’était affirmée de plus en plus ouvertement depuis Thoutmôsis IV.

## Les temples d’Aton à Karnak

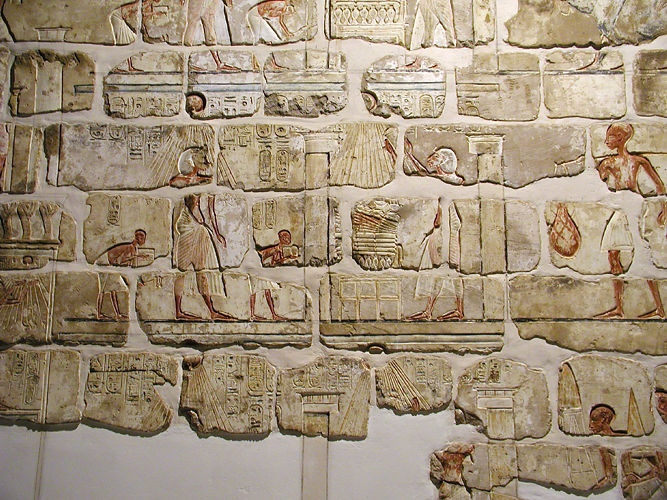
Mur de talatates trouvés à Karnak et reconstitués au Musée de Louxor

Les fouilles ont révélé plusieurs vastes structures ayant subi des incendies et des destructions. On y a retrouvé en l'occurrence, dans ce qui aurait été une grande cour à portiques, les fameux colosses à l'image du jeune souverain, figuré debout, en position osirienne, portant diverses couronnes dont l'une, celle du dieu Shou, le rattache directement au dieu solaire.
Ces sanctuaires furent construits en dehors de l'enceinte d'Amon-Rê, à l'est. Le temple principal était nommé Gempaaten (gm pȝ jtn), ce qui signifie « Aton est trouvé ». Les autres étaient appelés Hout benben (ḥwt bnbn, « Le Château de la Pierre Benben »), référence directe au sanctuaire d'Héliopolis, Roud-menou (rwd mnw n jtn r nḥḥ, « Solides pour l'Éternité sont les Monuments d’Aton ») et Teni-menou (tnj mnw n jtn r nḥḥ, « Exaltés pour l'Éternité sont les Monuments d’Aton »). Le Gempaaten ne semble pas avoir eu de plafond, de telle sorte que les tables où étaient déposées les offrandes étaient directement exposées aux rayons d’Aton.
L'ensemble fut construit dès les premières années du règne au moyen de blocs en grès de petite taille que les archéologues appellent « talatates ». Loin toutefois de dénoter une réalisation hâtive et peu soignée, les murs des temples d'Aton qui ont été reconstitués nous présentent un décor raffiné et des scènes illustrant la vie à la cour royale de l'époque. Ces représentations prouvent que la réforme religieuse fut élaborée à Karnak même, au cœur des temples solaires, dans cette partie orientale de la ville de Thèbes où le souverain résidait au milieu des prêtres et d'une cour entièrement dévouée à sa personne divine.

Plan schématique d'un des temples d'Aton de Karnak

Les murs du Teni-menou furent remployés dans le IXe pylône. Ils ont été depuis répertoriés et rassemblés comme un gigantesque puzzle. En partie exposés au Musée de Louxor, ils nous permettent de découvrir un aspect inédit de la Thèbes d'alors, avec ses quartiers résidentiels, administratifs et royaux, ses temples solaires et jubilaires, théâtre d'une première fête-Sed, qu'Akhenaton fit probablement célébrer en même temps que son père, et à laquelle la reine-mère Tiyi assista. On la voit en effet rendre visite à son fils, traversant la ville sur une chaise à porteurs, précédée de porte-enseigne et de flabellifères, et suivie de toute son intendance ainsi que des princesses, sœurs du jeune régent. Ces scènes extraordinaires soulignent le rôle déterminant de la cour royale dans le développement de cette idéologie solaire qui assimila, comme sous la IVe dynastie, pharaon au dieu soleil. Il est évident qu'à cette époque personne encore ne contestait ouvertement la divinité du jeune roi, digne héritier du grand Amenhotep III. Seuls son éloignement de Thèbes et les évènements qui suivront les premières années du règne, notamment la menace hittite aux marches asiatiques de l'empire, auront raison de ce qu’on a appelé l’expérience amarnienne qui, à bien des égards, apparaît comme l’aboutissement logique d'une sacralisation de la personne royale, incarnation et unique prophète de l'astre solaire.
L'anarchie qui s'installa en dehors et à l'intérieur de l'Égypte pendant le règne du « roi hérétique » provoqua la chute de la XVIIIe dynastie. Horemheb ferma la marche ; après la mort d’Aÿ, il prit le pouvoir en s’appuyant sur une armée que ses prédécesseurs avaient rendue aussi puissante que le clergé thébain et qui seule pouvait défendre le pays contre les Hittites convoitant les royaumes vassaux de pharaon. Occupés à défendre l’empire, Horemheb, puis après lui Ramsès Ier et son fils Séthi Ier, laissèrent les clergés ancestraux retrouver leur pouvoir d’autrefois. Cette « restauration » se traduisit par la destruction systématique des monuments d'Akhenaton, à Karnak et ailleurs. Ils furent démantelés et remployés dans les constructions de Horemheb et des Ramsès. Ainsi, on voulut faire disparaître à tout jamais toute trace d’un souverain qui avait marqué Karnak comme jamais aucun autre souverain ne l'avait fait avant lui.